# Омская губерния
О́мская губе́рния — административно-территориальная единица РСФСР, существовавшая в 1920—1925 годах.
Губернский центр — город Омск.

## История

### Предыстория образования
27 августа 1919 года постановлением ВЦИК «Об образовании гражданского управления в Сибири» был образован Сибирский революционный комитет. Согласно постановлению, в состав еще не созданной губернии передавались Ишимский, Тарский, Тюкалинский уезды Тюменской губернии.
5 декабря 1919 года образован Калачинский уезд.
15 ноября 1919 года постановлением Сибревкома и Реввоенсовета 5-й армии РККА образован Омский ревком в городе Челябинске.
24 ноября 1919 года образован Омский губревком.
В конце ноября 1919 года в Омск переехали учреждения Сибревкома.
14 ноября 1919 года в ходе Омской наступательной операции Красной армией был занят Омск, а в декабре 1919 года — Акмолинск, что привело к окончательному установлению на всей территории Омской области советской власти.

### После создания
3 января 1920 года решением Сибревкома Омская область была официально преобразована в Омскую губернию в составе 10 уездов: Омского, Акмолинского, Атбасарского, Ишимского, Калачинского, Кокчетавского, Петропавловского, Тарского, Татарского и Тюкалинского.
Летом 1921 года в результате засухи в стране погибла пятая часть посевов. Голод охватил 30 губерний, в том числе и Омскую губернию.
В 1921 году часть уездов губернии поддержало Западно-Сибирское восстание, особенно сильным массовое волнение было в Тюкалинском и Тарском уездах.
В 1923 году в Омске начал выходить «Бюллетень Омского губернского исполнительного комитета совета рабочих, крестьянский и красноармейских депутатов».

Об укрупнении волостей.
Принимая во внимание подготовленность большинства Сибирских губерний к переходу на систему укрупнённых волостей и необходимость скорейшего проведения в жизнь этой меры, Сибревком возбудил перед ВЦИК ходатайство о предоставлении сибирским губерниям права вводить новое волостное деление, с утверждением Сибревкома и о последующем представлением проектов в административную комиссию ВЦИК.
— «Советская Сибирь». № 15. 18 января 1924 год. Ново-Николаевск
К маю-июню 1924 года в губернии были образованы сельские советы, которые отличались крайним разнообразием, как объединённых сельсоветом сельских обществ, так и численности состава сельсоветов и их исполнительного технического аппарата. Переход на крупно-районное деление осуществлено к этому времени в Сибири только в Омской губернии. Вместо 252 волостей образовано 52 района, однако они существовали неофициально, так как не были утверждены ни СРК ни ВЦИК (правовую основу районы получат лишь в мае 1925 года постановлением ВЦИК). Стоит отметить громадные размеры «Омских районов». Так в Ачаирском районе расстояние до районного центра составляло от 8 до 70 вёрст. В Новинском районе состояло 29 сельсоветов.
24 сентября 1924 года Сибревком утвердил образование в Омской губернии укрупнённых волостей. Были образованы новые советские волости. В состав волости входило от 3 до 19 сельсоветов. Новые задачи были не по плечу старой волости, она была маломощна, недостаточно организована, имела мало людей, способных вести советское строительство в деревне. Волисполкомы укрупнённых волостей получили теперь большую сумму хозяйственных, административных и политических прав и освободились от мелких функций управления с передачей их сельсоветам.

### Ликвидация
Президиум ВЦИК постановлением от 25 мая 1925 года утвердил образование Сибирского края с разделением его на округа и районы. Уезды преобразованы в Омский, Славгородский, Тарский округа Сибирского края. Калачинский, Тюкалинский уезды вошли в Омский округ. Часть Татарского уезда включена в Барабинский и Славгородский округа.

## Административно-территориальное деление

### По датам
- Примечание: курсивом выделены уезды, указанные в декрете ВЦИК от 26 августа 1920 года и передаваемые в состав Киргизской АССР.

#### На 3 января 1920 года
- Акмолинский уезд;
- Атбасарский уезд;
- Ишимский уезд;
- Калачинский уезд;
- Кокчетавский уезд;
- Омский уезд;
- Петропавловский уезд;
- Тарский уезд;
- Татарский уезд;
- Тюкалинский уезд.

#### На 28 августа 1920 года
- Акмолинский уезд — 315 508 чел.[7];
- Атбасарский уезд — 139 335 чел.;
- Калачинский уезд — 136 335 чел.;
- Кокчетавский уезд — 350 145 чел.;
- Омский уезд — 312 212 чел.;
- Петропавловский уезд — 278 224 чел.;
- Тарский уезд — 263 740 чел.;
- Татарский уезд — 210 040 чел.;
- Тюкалинский уезд — 203 330 чел.

#### На 17 января 1921 года
- Акмолинский уезд;
- Атбасарский уезд;
- Кокчетавский уезд;
- Петропавловский уезд;

- Калачинский уезд — 19 волостей;
- Омский уезд — 78 волостей;
- Славгородский уезд — 53 волости;
- Тарский уезд — 50 волостей;
- Татарский уезд — 40 волостей;
- Тюкалинский уезд — 26 волостей.

#### На 1 марта 1921 года
- Акмолинский уезд — 28 русских, 51 киргизская волостей;
- Атбасарский уезд — 25 русских, 32 киргизских волостей;
- Кокчетавский уезд — 68 русских, 17 киргизских волостей;
- Петропавловский уезд — 27 волостей, 12 станиц;

- Калачинский уезд — 18 волостей;
- Омский уезд — 65 русских, 12 киргизских волостей;
- Славгородский уезд — 53 волости;
- Тарский уезд — 50 волостей;
- Татарский уезд — 30 волостей;
- Тюкалинский уезд — 24 волости.

#### На 1 января 1922 года
- Калачинский уезд — 18 волостей;
- Омский уезд — 56 волостей;
- Славгородский уезд — 50 волостей;
- Тарский уезд — 48 волостей;
- Татарский уезд — 30 волостей;
- Тюкалинский уезд — 24 волости.

#### На 15 мая 1923 года
- Калачинский уезд — 18 волостей;
- Омский уезд — 56 волостей;
- Славгородский уезд — 48 волостей;
- Тарский уезд — 48 волостей;
- Татарский уезд — 40 волостей;
- Тюкалинский уезд — 20 волости.

#### На 1 января 1924 года
- Калачинский уезд — 18 волостей;
- Омский уезд — 56 волостей;
- Славгородский уезд — 48 волостей;
- Тарский уезд — 48 волостей;
- Татарский уезд — 40 волостей;
- Тюкалинский уезд — 20 волостей.

#### На 1 января 1925 года
- Калачинский уезд — 4 волости;
- Омский уезд — 13 волостей;
- Славгородский уезд — 11 волостей;
- Тарский уезд — 10 волостей;
- Татарский уезд — 9 волостей;
- Тюкалинский уезд — 4 волости.

### История изменений
21 апреля 1920 года Ишимский уезд в составе 49 волостей был передан в Тюменскую губернию.
26 августа 1920 года декретом ВЦИК было принято решение передать в создаваемую Киргизскую АССР:
- в Семипалатинскую губернию — Павлодарский, Семипалатинский, Усть-Каменогорский, Зайсанский и Каркаралинский уезды;
- в Акмолинскую губернию — Атбасарский, Акмолинский, Кокчетавский, Петропавловский уезды, а также часть территории Омского уезда, границы которой предстояло определить позже совместной комиссией Сибревкома и Кирревкома[10];
- в Тургайскую губернию — Кустанайский, Актюбинский, Иргизский и Тургайский уезды;
- в Уральскую губернию — Уральский, Лбищенский, Темирский и Гурьевский уезды;
- а также Мангышлакский уезд Закаспийской области и 4-я и 5-я Адаевские волости Красноводского уезда той же области.

17 января 1921 года из Алтайской губернии был передан Славгородский уезд в составе 52 волостей.
10 июня 1921 года ВЦИК принял предложение Сибревкома по разделению Омского уезда и установил следующую границу между Киргизской АССР и Сибирью по Омскому уезду Омской губернии:
- станция Исиль-Куль остаётся на территории Киргизской АССР, линия границы проходит восточнее станции Исиль-Куль по границе с Петропавловским уездом;
- далее, севернее озёр Кичи-Карой, Улькун-Карой, урочища Кара-Терек, придерживаясь южных границ русских волостей и выходя на станицу Черлаковскую на Иртыше, оставляемую в Киргизской АССР.

Таким образом, в северную часть уезда должны были войти 54 русские волости и 6 киргизских волостей, а в южную, передаваемой Киргизской АССР — 8 русских (Добровольская, Котельниковская, Моисеевская, Ново-Санжаровская, Ореховская, Русско-Полянская, Степановская и Черноусовская) и 7 киргизских (Алаботинская, Кайтасская, Кызылагачская, Курганская, Николаевская, Текинская и Покровская) волостей.
13 июня 1921 года Волчанская, Баклушевская и Лянинская волости Славгородского уезда были переданы в создаваемую Новониколаевскую губернию.
1 октября 1921 года эти 15 волостей Омского уезда Омской губернии были фактически переданы в Киргизскую АССР. 28 октября 1921 года они образовали Ореховский район в составе Акмолинской губернии.
Однако в вопросе, касающегося передачи Киргизской АССР станции Исилькуль и станицы Черлаковской, между Обским губисполкомом и Акмолинским губревкомом разгорелся нешуточный спор. Омская сторона отказалась передавать эти участки территории Омского уезда в Акмолинскую губернию и ходатайствовала перед ВЦИК об оставлении этих территорий в составе Омской губернии. 12 января 1922 года ВЦИК постановил оставить станцию Исилькуль в пределах Омской губернии, 26 января 1922 года аннулировал это решение, и только 27 мая 1922 года принял окончательное решение не передавать станцию Исилькуль в Киргизскую АССР.
1 октября 1921 года в состав Татарского уезда вошли 9 волостей Каинского (Барабинского) уезда Томской губернии.
31 июля 1922 года постановлением НКВД Баженовская, Больше-Могильская, Любинская волости Тюкалинского уезда присоединены к Омскому уезду. В Омском уезде образовывались киргизские волости:
- Покрово-Киргизская волость — из аулов № 1, № 2 Алаботинской волости, 5 аулов Покровской волости, 2 аула и с 20 кибитками аула № 2 Текинской волости, с центром на урочище Сасык-Томар;

- Эбейтинская волость — из аула № 2 и со 170 кибитками аулов № 1, № 3, № 5, № 6 Курганской волости, аулов № 8, № 9 и 70 кибиток из аула № 3 Николаевской волости, с центром на озере Эбейты.

14 февраля 1923 года постановлением ВЦИК Плесо-Курьинская волость Каменского уезда Ново-Николаевской губернии была передана в Славгородский уезд Омской губернии.
31 мая 1924 года постановлением ВЦИК центр Омского уезда переносится из города Омска в город Ново-Омск.
В конце 1924 года в Славгородский уезд вошли Добровольская и Знаменская волости Каменского уезда Ново-Николаевской губернии.
21 мая 1925 года административная комиссия при Президиуме ВЦИК утвердила следующие города в губернии: Омск, Ново-Омск, Ленинск-Омский, Тара, Тюкалинск, Славгород, Татарск. Для различия городов Ленинск (близ Омска и Кузнецка), городам присвоены наименования «Ленинск-Омский» и «Ленинск-Кузнецкий». Город Калачинск преобразован в село.

## Площадь
К 1 января 1922 года площадь губернии составила 250 553 км2.
К 1 января 1925 года площадь губернии достигла 250 114 км2.

## Население
28 августа 1920 года была проведена первая советская всеобщая перепись населения. Она сочеталась с сельскохозяйственной переписью и кратким учётом промышленности. Перепись проходила в условиях незавершённой Гражданской войны и не охватила большую часть окраин страны. Было переписано 72 % населения (58 губерний из 71). В Омской губернии проживало 2 450 752 человека, в том числе 2 218 616 человек в сельской местности.
Согласно переписи, Петропавловский уезд включал 27 русских волостей и 12 русских станиц (278 224 человек), Кокчетавский уезд включал 68 русских волостей (350 145 человек).
Сельское население: русские 1 715 441 человек (822 055 м — 893 386 ж), киргизы 493 966 человек (267 597 м — 226 369 ж). Всего 2 209 407 человек.
На 1 января 1922 года в губернии население составляло 1 716 123 человека (1 520 209 сельское, 195 914 городское).
К 1923 году население в 3 крупнейших городах губернии распределялось следующим образом:
- Омск — 101 673 человека;
- Ленинск — 31 149 человек;
- Ново-Омск — 10 568 человек.

По данным Омского губзагса рождаемость, смертность, браки и разводы в городе Омске с его пригородами Ленинском и Ново-Омском выразилось за трёхлетие 1922—1924 годы в следующих цифрах:
- 1922 — рождаемость 4721, смертность 8463, браки 2211, разводы 260;
- 1923 — рождаемость 6416, смертность 5023, браки 2502, разводы 255;
- 1924 — рождаемость 6632, смертность 3561, браки 2112, разводы 297[14].

На 1 января 1924 года в губернии население составляло 1 608 559 человек (1 413 100 сельское, 195 458 городское).
К 1 декабря 1924 года в губернии насчитывалось 87 000 немцев (всего в Сибири 156 000).
На 1 января 1925 года в губернии население составляло 1 559 430 человек (1 410 548 сельское, 188 882 городское).

## Руководство губернии

### Губернский революционный комитет (1919—1920)[15]

#### Председатели
| Ф. И. О.                     | Титул, чин, звание | Время замещения должности |
| ---------------------------- | ------------------ | ------------------------- |
| Полюдов Евгений Венедиктович |                    | 1919—1920                 |

#### Заместители председателя
| Ф. И. О.                        | Титул, чин, звание | Время замещения должности |
| ------------------------------- | ------------------ | ------------------------- |
| Коношёнок Виктор Семёнович      |                    | 1919                      |
| Ширямов Александр Александрович |                    | 1919—1920                 |
| Гольдич Лев Ефимович            |                    | 1920                      |

### Губернский исполнительный комитет (1920—1925)

#### Председатели
| Ф. И. О.                     | Титул, чин, звание | Время замещения должности |
| ---------------------------- | ------------------ | ------------------------- |
| Полюдов Евгений Венедиктович |                    | 1920—1921                 |
| Попов Константин Андреевич   |                    | 1921—1922                 |
| Полюдов Евгений Венедиктович |                    | 1922—1923                 |
| Грансберг Христиан Давидович |                    | 1923—1924                 |
| Корнев Василий Степанович    |                    | 1924—1925                 |

#### Заместители председателя
| Ф. И. О.                   | Титул, чин, звание | Время замещения должности |
| -------------------------- | ------------------ | ------------------------- |
| Попов Константин Андреевич |                    | 1920                      |
| Тиунов                     |                    | 1923                      |

#### Управляющие делами
| Ф. И. О.                           | Титул, чин, звание | Время замещения должности |
| ---------------------------------- | ------------------ | ------------------------- |
| Оленич-Гнененко Александр Павлович |                    | 1920—1921                 |

- Л. Е. Гольдич. 1924
- Х. Д. Грансберг. 1924
- В. С. Корнев. 1925

## Герб
Омская губерния, как наследница Омской области, носила старый герб, который был упразднён постановлением Сибревкома в 1920 году. Уничтожив тем самым, окончательно, элементы старой власти. До самой ликвидации губернии в 1925 году, нового герба не имела.
- Герб области

## Известные уроженцы
- Бейсекова, Шабал — советская казахская оперная певица (сопрано). Народная артистка Казахской ССР (1959). Лауреат Сталинской премии II степени (1949).
- Белов, Владимир Никитич — художник, живописец.
- Васильев, Василий Иванович — Герой Советского Союза.
- Дусухамбетов, Абу — Герой Советского Союза.
- Зенков, Николай Емельянович — Герой Советского Союза.
- Зуева, Мария Матвеевна — Герой Социалистического Труда, депутат Верховного Совета РСФСР, почётная гражданка города Омска.[18]
- Комаров, Александр Николаевич — Герой Советского Союза.
- Косенков, Пётр Георгиевич — Герой Советского Союза.
- Кропотов, Михаил Васильевич — Герой Советского Союза.
- Тюрин, Иван Григорьевич — Герой Советского Союза.
- Язов, Дмитрий Тимофеевич — Маршал Советского Союза, Министр обороны СССР.